# Caradrina laciniosa
Caradrina laciniosa är en fjärilsart som beskrevs av Donzel 1848. Caradrina laciniosa ingår i släktet Caradrina och familjen nattflyn. Inga underarter finns listade i Catalogue of Life.